# Microcebus tanosi
Microcebus tanosi is een zoogdier uit de familie van de dwergmaki's (Cheirogaleidae). De wetenschappelijke naam van de soort werd voor het eerst geldig gepubliceerd door Rasoloarison et al. in 2013.

## Taxonomie en naamgeving
In april 2007 ving de bioloog Rodin Rasoloarison de eerste tien exemplaren tijdens veldwerk in het Manantantely-bos en het Ivorona-bos in het zuidoosten van Madagaskar, vlak bij de stad Tôlanaro. De wetenschappelijke naam werd na genetisch onderzoek door Rasoloarison en zijn medewerkers voor het eerst geldig gepubliceerd in 2013, tegelijk met die van M. marohita. De soortnaam tanosi is Malagassisch voor 'van Anosy', de naam van de regio waar de exemplaren gevonden zijn. M. tanosi lijkt uiterlijk sterk op de dwergmuismaki (M. murinus en M. griseorufus, die in een straal van 10 kilometer voorkomen vanuit het leefgebied van M. tanosi. Het genetisch onderzoek heeft echter aangetoond dat dit aparte soorten zijn.

## Kenmerken
Vergeleken met andere muismaki's is Microcebus tanosi tamelijk groot, het heeft een kop-staartlengte van 255 tot 275 millimeter, dit is inclusief de staartlengte: 115 tot 150 millimeter. De vacht is donkerbruin aan de bovenzijde, met een donkere streep over de rug tot de staart. De kop is rossiger. De onderzijde is beige met een donkergrijze ondervacht.

## Gedrag
Net als alle dwergmaki's is Microcebus tanosi een nachtdier die waarschijnlijk vrijwel zijn hele leven in bomen doorbrengt. Naar zijn verdere gedrag is nog slechts weinig bekend, ze zijn namelijk nog niet in het wild bestudeerd.

## Verspreiding
Buiten het Manantantely-bos en het Ivorona-bos is de soort nog nergens anders aangetroffen. De soort is nog niet opgenomen op de Rode Lijst van de IUCN, maar de bossen waarin hij leeft gaan in omvang snel achteruit.